# Tomasz Byjos
Tomasz Byjos (ur. 1 marca 1968 w Sosnowcu) – polski sportowiec, osiągający sukcesy w karate i jujitsu. Od urodzenia zamieszkały w Strzemieszycach Wielkich (obecnie dzielnica Dąbrowy Górniczej).
Wraz z bratem bliźniakiem, Andrzejem Byjosem, rozpoczęli treningi Karate Kyokushin w roku 1979. Następnie od roku 1984 rozpoczęli treningi Karate Shotokan w Klubach KS Zagłębianka Dąbrowa Górnicza, Górnik Wojkowice, a sam Andrzej Byjos także w AZS Uniwersytet Warszawski (pod okiem Shihana Leszka Drewniaka).
Kilkanaście razy stawał na podium w mistrzostwach Polski w karate i jujitsu; sześciokrotny medalista mistrzostw świata w karate i kilkunastokrotny medalista zawodów międzynarodowych. W lutym 2014 roku w obecności komisji egzaminacyjnej w składzie: Shihan Giuseppe Beghetto 8 Dan, Wacław Antoniak 7 Dan, Zbigniew Wojtkowiak 7 Dan, Tadeusz Wójcik 6 Dan, zdał egzamin na stopień 6 Dan Shotokan Karate, posiada także 3 Dan Kobudo.
Jest jednym ze współzałożycieli i głównym trenerem Klubu Sportowego RONIN (1992 jako Bushi od 1996 jako Ronin) w Dąbrowie Górniczej. W 2002 roku wybrany został najlepszym trenerem Mistrzostw Europy we Frankfurcie nad Menem.
Od 2008 posiada również licencję sędziego międzynarodowego karate w federacjach WTKA i WTFSKF. Jest przedstawicielem na Polskę organizacji WTKA (zrzesza 143 kraje) i SKDUN (zrzesza 61 krajów).
Za osiągnięcia sportowe otrzymał tytuł „Dąbrowianin Roku 2002” w roku 2003, otrzymał także w roku 2003 „Srebrne Strzemię" za promocję rodzinnej miejscowości w Europie i na świecie.